# Joey Aguilar
Joey Aguilar ist ein American Football Quarterback für die Tennessee Volunteers in der NCAA Division I (FBS).

## Frühes Leben
Aguilar wurde in Antioch (Kalifornien) geboren und besuchte die Freedom High School in Oakley, Kalifornien. In seiner Highschool-Karriere completierte er 336 seiner 552 Passversuche für 5.575 Yards und 59 Touchdowns bei 14 Interceptions. Zudem erlief Aguilar 151 Yards und vier Touchdowns. Aguilar entschloss sich, College-Football am Diablo Valley College zu spielen.

## College-Karriere

### Diablo Valley
In seiner Zeit am Diablo Valley College completierte Aguilar 228 seiner 379 Passversuche für 2.992 Yards und 21 Touchdowns bei zehn Interceptions. Zudem erlief er 619 Yards und zwei Touchdowns und fing einen Pass.

### Appalachian State
Für sein Junior-Jahr entschloss sich Aguilar, Division-I-College-Football bei den Appalachian State Mountaineers zu spielen. Vor der Saison 2023 unterschrieb der ehemalige Starting-Quarterback Chase Brice bei den BC Lions der CFL und ist derzeit als Rookie in der 3. Reihe. Aufgrund von Aguilars Transfer wurde er dann als Backup-Quarterback hinter Ryan Burger benannt. In der ersten Woche, nachdem sich Burger verletzte, kam Aguilar als Ersatz zum Einsatz und completierte 11 von 13 Pässen für 174 Yards und vier Touchdowns, was dazu beitrug, dass Appalachian State Gardner-Webb besiegte. Aguilar wurde als Starting-Quarterback für das Spiel der zweiten Woche gegen North Carolina benannt. In seinem ersten Start gegen North Carolina ging Aguilar 22 von 43 Pässen für 275 Yards und zwei Touchdowns bei einer Interception, aber die Mountaineers verloren gegen die Tar Heels. In der dritten Woche completierte Aguilar 17 von 29 Passversuchen für 241 Yards und drei Touchdowns bei einer Interception, während er auch einen Touchdown am Boden erzielte, was dazu beitrug, dass Appalachian State East Carolina besiegte. In der fünften Woche hatte Aguilar ein herausragendes Spiel, ging 27 von 39 mit seinen Pässen für 335 Yards und drei Touchdowns, bei zwei Interceptions, und half den Mountaineers, Louisiana-Monroe mit 41–40 zu besiegen.
Joey Aguilar startete stark in die Saison 2024 und führte die Appalachian State Mountaineers zu einem 38:10-Sieg gegen East Tennessee State. Aguilar warf 22 von 37 Pässen für 326 Yards und zwei Passing-Touchdowns. Zusätzlich erzielte er am Boden fünf Läufe für 19 Yards und zwei weitere Touchdowns. Besonders beeindruckend war sein 83-Yard-Touchdown-Pass auf Christian Horn beim zweiten Spielzug der Partie, der früh die Weichen für den Sieg stellte.

### Statistiken
| Saison | Team                           | Spiele | Passing  | Passing | Passing | Passing | Passing | Passing | Passing | Passing | Passing | Rushing | Rushing | Rushing | Rushing | Rushing |
| Saison | Team                           | Spiele | Comp-Att | Comp%   | Yards   | AVG     | TD      | INT     | Long    | Sack    | QB Rtg  | CAR     | Yards   | AVG     | TD      | Long    |
| ------ | ------------------------------ | ------ | -------- | ------- | ------- | ------- | ------- | ------- | ------- | ------- | ------- | ------- | ------- | ------- | ------- | ------- |
| 2023   | Appalachian State Mountaineers | 14     | 293–460  | 63,7    | 3.757   | 8.2     | 33      | 10      | 77      | 19      | 151,6   | 81      | 249     | 3.1     | 3       | 25      |
| 2024   | Appalachian State Mountaineers | 11     | 218–390  | 55,9    | 3.003   | 7.7     | 23      | 14      | 83      | 15      | 132,9   | 59      | 207     | 3.5     | 2       | 49      |
| 2025   | Tennessee Volunteers           | 0      | 0–0      | 0       | 0       | 0       | 0       | 0       | 0       | 0       | 0       | 0       | 0       | 0       | 0       | 0       |
| Gesamt | Gesamt                         | 25     | 511–850  | 60,1    | 6.760   | 8,0     | 56      | 24      | 83      | 34      | 143,0   | 140     | 456     | 3.3     | 5       | 49      |

Stand 11. August 2025
Quelle: espn.com